# Caldwell (Ohio)
Caldwell ist ein Village am Duck Creek in Noble County in Ohio/USA. Nach der Volkszählung von 2000 hat der Ort 1956 Einwohner. Hier liegt der Verwaltungssitz von Noble County.

## Geographie
Das Ortsgebiet umfasst 2,5 km².

## Geschichte
Caldwell ist benannt nach den früheren Landbesitzern Joseph und Samuell Caldwell. Ab 1857 wurde Caldwell offiziell als Siedlung anerkannt, obwohl sich hier bereits ab 1814 zahlreiche Menschen angesiedelt hatten. Die Siedlung wuchs nur langsam. 1880 lebten nur 602 Einwohner in Caldwell. In der Zeit danach verdoppelte sich die Bevölkerung. 
In diesem Ort lag die älteste Produktionsstätte für Erdöl in Nordamerika.

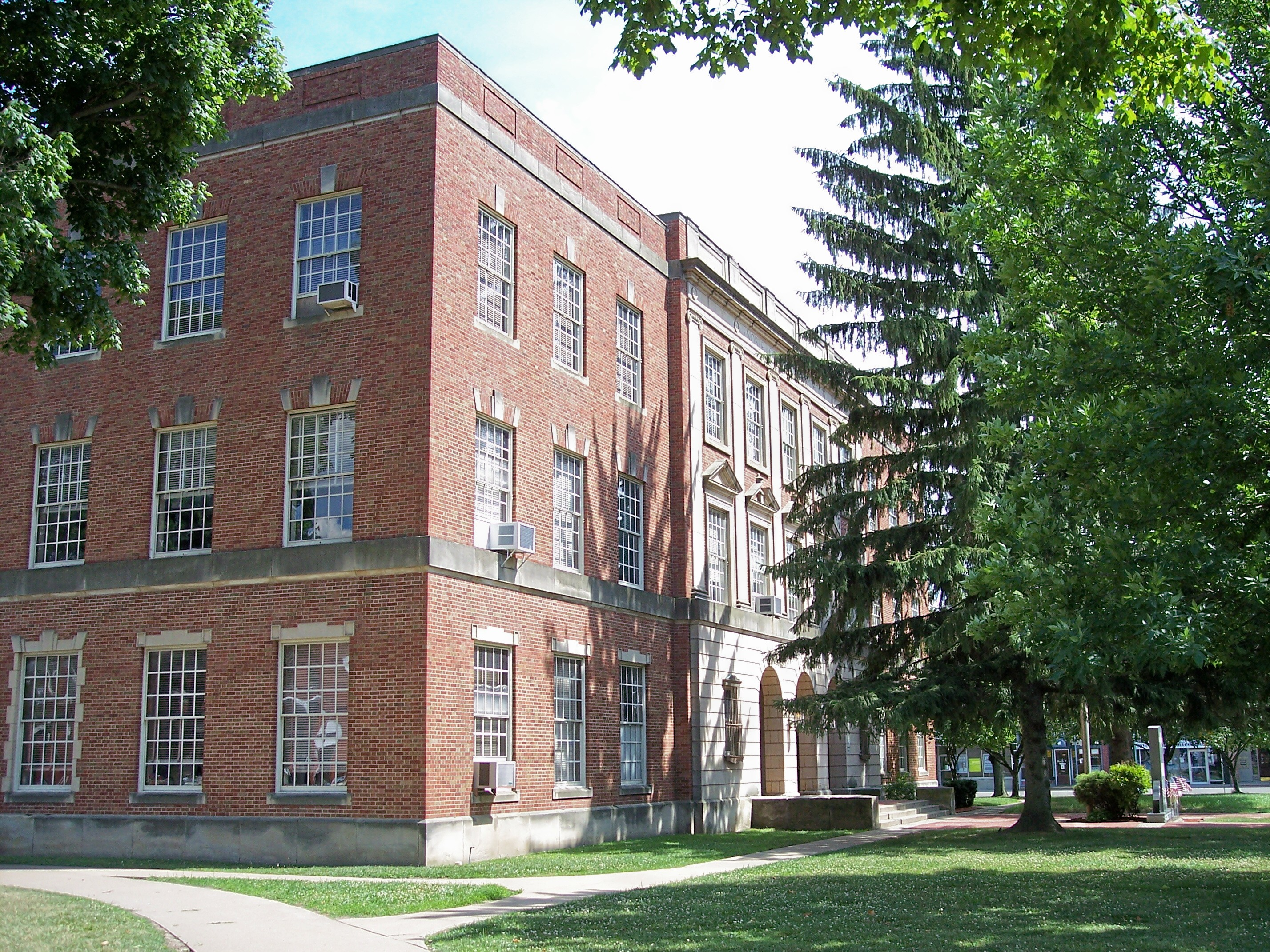
County Courthouse in Caldwell